# Pirata blabakensis
Pirata blabakensis är en spindelart som beskrevs av Alberto Barrion och James A. Litsinger 1995. Pirata blabakensis ingår i släktet Pirata och familjen vargspindlar. Inga underarter finns listade i Catalogue of Life.